# Batioh
Batioh is een bestuurslaag in het regentschap Sampang van de provincie Oost-Java, Indonesië. Batioh telt 3350 inwoners (volkstelling 2010).